# Werenfried van Straaten
Werenfried van Straaten O.Praem (Mijdrecht, Hollandia, 1913. január 17. – Bad Soden am Taunus, Németország, 2003. január 31.), születési nevén: Philippus Johannes Hendricus van Straaten, holland származású, Németországban élt premontrei szerzetespap, a kelet-európai katolikus segélyezésére 1947-ben létrehozott Ostpriesterhilfe alapítója. Ismerői Speckpáter – Szalonnaatyaként hívták.

## Élete
Evert van Straaten és Catharina van Straaten gyermekeként 1913. január 17-én született a hollandiai Mijdrecht településen. Mivel tanári családból származott, noha jól festett, 1932-től az Utrechti Egyetem filozófia szakos hallgatójaként ő is tanári pályára készült, valamint az egyetemen egy diákújság szerkesztője, ezen kívül egy politikai párt társalapítója volt. 
1934-ben lépett be Belgiumban, a premontrei rend Torgelo apátságába, ahol a kora középkori germán szent Szent Werenfriedről kapta szerzetesi nevét. Egészségügyi állapota miatt nem küldték missziós munkára, hanem az apát titkára lett. 
1947-ben, felismerve előbb a II. világháború következtében hontalanná váló német papok, valamint a több millió Kelet-Európából kitelepített német később a szocializmus és a szovjet vezetés áldozatául esett országok katolikusainak szenvedéseit, megalapította az Ostpriesterhilfe szervezetet. 
Karizmatikus fellépése miatt, az addig a németeket ellenségként kezelő Belgiumban nagy mértékű adakozás vette kezdetét, hogy a kitelepítettek életkörülményeit javítani lehessen. Ebben az is segítséget jelenthetett, hogy nem pénzt kért, hanem elhíresült mondása szerint: „Nincs szükségem pénzre tőled, mert a pénzen nem tudok semmit vásárolni Németországban. Szalonnát kérek!" Ez alapján kapta – s használta élete végéig – a "Speckpáter", azaz Szalonnaatya elnevezést. 
Az összegyűjtött adományokat – elsősorban holland és belga gazdálkodóktól gyűjtött élelmiszert – a gyakran alultáplált lakóhelyüket elhagyni kényszerült személyek és éhező gyermekek számára juttatta el. Emellett törekedett arra, hogy lelkipásztorokat is biztosítson a menekültek részére, akár úgy is, hogy autókat, illetve buszokat alakíttatott át kápolnává, s ezeket – szintén kitelepített – úgynevezett "hátizsákos" papokra bízta, akik ezekkel felkereshették a – többnyire protestáns környéken – letelepedett menekülteket. 
1950 után tevékenysége az elnyomott kelet-európai egyházak felé fordult, s ezeknek az egyházaknak gyűjtött segélyeket, melyeket különböző módokon juttatott el, többek között Magyarországra is. 
Tevékenységét az Apostoli Szentszék is elismerte, s hivatalos segélyszervezetként tekintett az általa alapított Kirche in Not szervezetre. Egyes források szerint a kelet-európai egyházaknak juttatott támogatások mértéke meghaladták a százmillió dollárt. 
Tevékenységét 1989-ig látta el, amikor is átadta a szervezet vezetését rendtársának, Vanasse Romannak. Tevékenysége alatt több évtizeden át közvetlen munkatársa volt Szőke János szalézi szerzetes.
A Szovjetunió összeomlása után megpróbált segíteni az orosz ortodox egyháznak abban, hogy áthidalja a konfliktust az oroszországi római katolikus egyházzal.

## Elismerései
- 1958: Érdemkereszt a Német Szövetségi Köztársaság 1. osztálya
- 1965: A Szudéta Német Landsmannschaft Európai Nagy Károly-díja
- 1981: A Németországi Szövetségi Köztársaság nagy érdemkeresztje
- 1993: A kitelepítettek szövetségének dísztáblája
- 2002: Königstein im Taunus város díszpolgára

## Kapcsolata Mindszenty bíborossal
Straaten mélységesen tisztelte Mindszenty József bíborost, amely többek között anyagi támogatásban is testet öltött. Mindszenty József iránti tiszteletének jele az is, hogy amikor a bíboros 1975-ben meghalt, vállalta, hogy a sírjánál, Mariazellben, gyászbeszédet mond, s ebben a beszédben a mártír főpap életét "minden idők szentjeinek útja"-ként jellemezte.
Mindszenty hercegprímás útja az az út, amelyet minden kor szentjei jártak. Őket is éppúgy megfosztották jogaiktól, mint Isten egyszülött fiát, aki felvette a szolga alakját s engedelmes lett a halálig a keresztfán. (New York-i Magyar Élet, 1975.06.21., 1-2.)

## Fordítás
- Ez a szócikk részben vagy egészben  a   Werenfried van Straaten című holland Wikipédia-szócikk fordításán alapul.  Az eredeti cikk szerkesztőit annak laptörténete sorolja fel. Ez a jelzés csupán a megfogalmazás eredetét és a szerzői jogokat jelzi, nem szolgál a cikkben szereplő információk forrásmegjelöléseként.